# Liste der Bodendenkmäler in Kunreuth
Auf dieser Seite sind die Bodendenkmäler in der oberfränkischen Gemeinde Kunreuth zusammengestellt. Diese Tabelle ist eine Teilliste der Liste der Bodendenkmäler in Bayern. Grundlage ist die Bayerische Denkmalliste, die auf Basis des Bayerischen Denkmalschutzgesetzes vom 1. Oktober 1973 erstmals erstellt wurde und seither durch das Bayerische Landesamt für Denkmalpflege geführt wird. Die folgenden Angaben ersetzen nicht die rechtsverbindliche Auskunft der Denkmalschutzbehörde.

## Bodendenkmäler in Kunreuth
| Lage       | Objekt | Akten-Nr.     | Bild |
| ---------- | --- | ------------- | ---- |
| (Standort) | Siedlung der jüngeren Latènezeit. | D-4-6332-0143 |      |
| (Standort) | Untertägige Bauteile der spätmittelalterlichen bis frühneuzeitlichen Evang.-Luth. Pfarrkirche St. Lukas von Kunreuth mit Kirchhofbefestigung.                                       | D-4-6332-0198 |      |
| (Standort) | Untertägige Bauteile der spätmittelalterlichen Wasserburg bzw. des frühneuzeitlichen Wasserschlosses von Kunreuth.                                                                  | D-4-6332-0199 |      |
| (Standort) | Hofwüstung der frühen Neuzeit. | D-4-6332-0251 |      |
| (Standort) | Höhensiedlung der Urnenfelderzeit, der späten Hallstattzeit und der frühen Latènezeit sowie Abschnittsbefestigung vor- und frühgeschichtlicher Zeitstellung.                        | D-4-6333-0071 |      |
| (Standort) | Untertägige Teile der mittelalterlichen Burgruine Regensberg. | D-4-6333-0075 |      |
| (Standort) | Siedlung des Neolithikums. | D-4-6333-0139 |      |
| (Standort) | Freilandstation des Mesolithikums und Siedlung vorgeschichtlicher Zeitstellung. | D-4-6333-0143 |      |
| (Standort) | Untertägige Bauteile der spätmittelalterlichen bis frühneuzeitlichen ehem. Burg- bzw. Schlosskapelle, heute kath. Filialkirche St. Margaretha, im Bereich der Burgruine Regensberg. | D-4-6333-0256 |      |